# 스케치 (드라마)
《스케치》는 2018년 5월 25일부터 2018년 7월 14일까지 방송된 JTBC 금토 드라마이다.

## 줄거리
정해진 미래를 바꾸기 위해 고군분투하는 이들의 운명과 사랑을 담은 수사 액션 드라마.

## 등장 인물

### 주요 인물
- 정지훈 : 강동수 역 - 나비 프로젝트 팀 리더, 중기경찰서 강력계 에이스 형사
- 이동건 : 김도진 역 - 특수전사령부 707특임대 소속 중사
- 이선빈 : 유시현 역 - 나비 프로젝트 팀 핵심 요원, 형사
- 정진영 : 장태준 역 - 본청 내사과 과장

### 나비 프로젝트 팀
- 강신일 : 문재현 역 - 팀 총책임자, 본청 과장
- 임화영 : 오영심 역 - 팀 기술지원 담당

### 유시현의 주변 인물
- 이승주 : 유시준 역 - 서울중앙지검 검사, 유시현의 오빠
- 손종학 : 박문기 역 - 서울중앙지검 지검장

### 강동수의 주변 인물
- 유다인 : 민지수 역 (특별출연) - 서울중앙지검 형사부 검사, 강동수의 약혼녀
- 이규성 : 안경태 역 - 강동수의 후배, 강력계 형사

### 그 외 인물
- 정종열
- 이서환
- 박두식 : 정일수 역
- 김승훈 : 서보현 역
- 장서경 : 이진영 역
- 이기혁 : 이진영의 남편 역
- 황성웅
- 김명겸
- 김승현
- 감동길
- 임지현
- 신혜정
- 송철호
- 주동희
- 최영준
- 박종상
- 유병훈 : 음주운전으로 교통사고를 낸 운전자 역
- 유준아
- 손용환
- 전성원
- 전성원
- 배준성
- 민충석
- 김형묵 : 남선우 역 - 선우제약 대표
- 조은주
- 박선근
- 전신환 : 박무석 역- 남선우 비서
- 성지호
- 전운종
- 안중권
- 김정원
- 이형길
- 유화
- 주민경 : 이수영 - 김도진의 아내
- 홍정호
- 김용희 : 정일우 역 - 정일수의 형
- 양희명
- 심완준
- 전광진
- 김영조
- 김한준
- 유지혁
- 서윤석
- 이재우
- 배정환
- 박성근 : 오 박사 역
- 김진규
- 윤만달
- 이병철
- 곽민규
- 임영우
- 양종욱
- 이윤재
- 하은설
- 공상아
- 김재표
- 이해영 : 백우진 역
- 장인석
- 최주영
- 서동규
- 정재성 : 남정연 역
- 이은주
- 김인우
- 백인권
- 김재원
- 백종건
- 채호병
- 정소영 : 김선미 역 - 백우진의 아내
- 이현경
- 김하늘
- 김호정 : 조민숙 역 - 로펌천산 대표
- 이상홍 : 강도식 역
- 김남진
- 이시훈
- 안현빈
- 안수민
- 민정섭
- 정지호
- 백종건
- 정미경 : 안미숙 역
- 이달
- 문경태
- 김인철
- 최영민
- 송유락
- 이현정
- 박유밀
- 방진원
- 조현수
- 문진승
- 최은선
- 류태호 : 윤성수 역 - 전 한국은행 조사팀 과장
- 윤복인 : 오영심의 어머니 역
- 김지수
- 손인용
- 김대현
- 정용희
- 홍서준
- 박상현
- 송지호
- 전혜원 : 최선영 역
- 황명환
- 강성철
- 박옥출
- 반은세
- 기세형
- 이재은
- 박부건
- 박진우 : 반장 역
- 이중옥 : 서상구 역
- 성찬호 : 박석천 역
- 이윤상
- 김사권
- 김승태
- 김원석
- 정종우
- 배유리
- 한상현
- 이명식
- 하민
- 조정훈

### 특별출연
- 김희정 : 유시현의 어머니 역
- 전진우 : 유진규 역 - 유시현의 아버지
- 동방우 : 최태욱 역
- 송민교 : 뉴스 앵커 역

## 촬영지
- 부산항대교
- 익산 교도소 세트장
- 탄금대교
- 여의도 금호 리첸시아
- 인천대공원(장미원)
- 인천아트플랫폼

## 시청률
최저 시청률과 최고 시청률은 시청률 조사회사와 지역별로 시청률에 차이가 있을 수 있습니다.
| 2018년 | 2018년   | 2018년     | 2018년      |
| 회차   | 방송일   | AGB 시청률 | TNmS 시청률 |
| ------ | -------- | ---------- | ----------- |
| 제1회  | 5월 25일 | 3.254%     | 3.4%        |
| 제2회  | 5월 26일 | 3.682%     | 3.3%        |
| 제3회  | 6월 1일  | 2.982%     | 3.1%        |
| 제4회  | 6월 2일  | 3.196%     | 3.3%        |
| 제5회  | 6월 8일  | 3.222%     | 3.4%        |
| 제6회  | 6월 9일  | 3.405%     | 3.7%        |
| 제7회  | 6월 15일 | 2.459%     | 2.6%        |
| 제8회  | 6월 16일 | 2.448%     | 2.5%        |
| 제9회  | 6월 22일 | 2.835%     | 3.0%        |
| 제10회 | 6월 23일 | 2.559%     | 2.7%        |
| 제11회 | 6월 29일 | 2.535%     | 2.6%        |
| 제12회 | 6월 30일 | 2.590%     | 2.8%        |
| 제13회 | 7월 6일  | 2.234%     | 2.4%        |
| 제14회 | 7월 7일  | 2.487%     | 2.6%        |
| 제15회 | 7월 13일 | 2.620%     | 2.8%        |
| 제16회 | 7월 14일 | 2.324%     | 2.5%        |

## 같이 보기
- 대한민국의 텔레비전 드라마 목록 (ㅅ)
- 2018년 대한민국의 텔레비전 드라마 목록